# Communauté de communes du Pays Bigouden Sud
Die Communauté de communes du Pays Bigouden Sud ist ein französischer Gemeindeverband mit der Rechtsform einer Communauté de communes im Département Finistère in der Region Bretagne. Der Gemeindeverband wurde am 28. Dezember 1993 gegründet und besteht aus zwölf Gemeinden. Der Verwaltungssitz befindet sich im Ort Pont-l’Abbé.

## Mitgliedsgemeinden
| Gemeinde                                    | Einwohner 1. Januar 2022 | Fläche km² | Dichte Einw./km² | Code INSEE | Postleitzahl |
| ------------------------------------------- | ------------------------ | ---------- | ---------------- | ---------- | ------------ |
| Combrit                                     | 4.271                    | 24,13      | 177              | 29037      | 29120        |
| Guilvinec                                   | 2.677                    | 2,46       | 1.088            | 29072      | 29730        |
| Île-Tudy                                    | 745                      | 1,26       | 591              | 29085      | 29980        |
| Loctudy                                     | 4.043                    | 12,73      | 318              | 29135      | 29750        |
| Penmarch                                    | 5.320                    | 16,39      | 325              | 29158      | 29760        |
| Plobannalec-Lesconil                        | 3.694                    | 18,17      | 203              | 29165      | 29740        |
| Plomeur                                     | 3.877                    | 29,69      | 131              | 29171      | 29120        |
| Pont-l’Abbé                                 | 8.403                    | 18,21      | 461              | 29220      | 29120        |
| Saint-Jean-Trolimon                         | 973                      | 14,68      | 66               | 29252      | 29120        |
| Treffiagat                                  | 2.438                    | 8,10       | 301              | 29284      | 29730        |
| Tréguennec                                  | 312                      | 9,61       | 32               | 29292      | 29720        |
| Tréméoc                                     | 1.506                    | 11,66      | 129              | 29296      | 29120        |
| Communauté de communes du Pays Bigouden Sud | 38.259                   | 167,09     | 229              | –          | –            |